# Parlament Rapa Nui
El Parlament Rapa Nui (castellà: Parlamento Rapa Nui) és una organització política i cultural formada per habitants indígenes de Rapa Nui que defensa els drets del seu poble. És la principal agrupació dels rapanui al marge de l'Estat xilè.

## Història

### Fundació

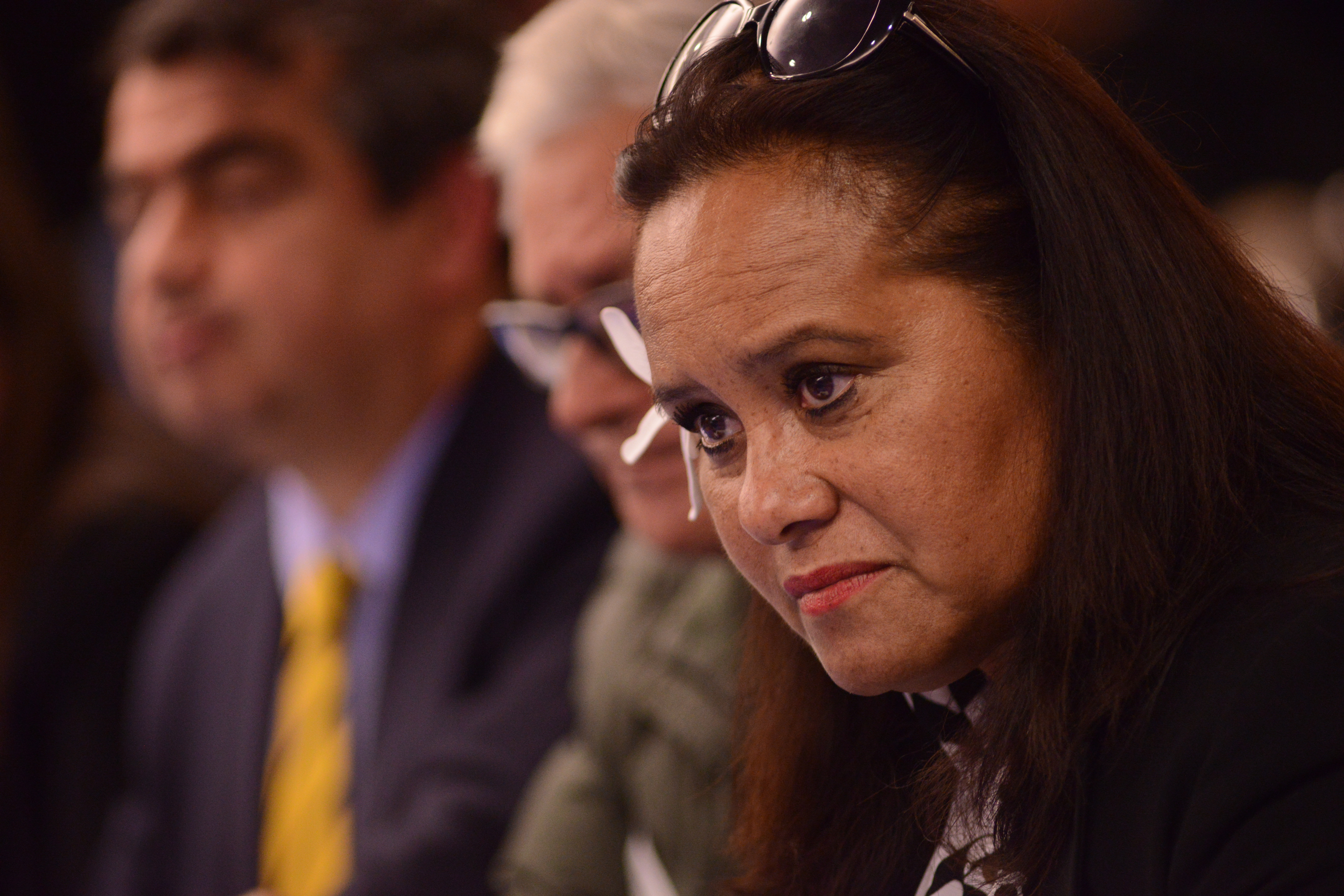
Erity Teave, vicepresidenta del Parlament Rapa Nui, en el 161è Període de Sessions de la CIDH, el març del 2017.

Va ser fundada a imitació d'un parlament el 13 d'agost del 2001 a Hanga Roa, la principal localitat de l'illa de Pasqua. Tot i que continua el llegat de les pràctiques polítiques dels rapanui prèvies a la colonització, va néixer en una conjuntura política especialment complexa, atès que el juliol del 2001 una excavadora havia destruït dues cases en el terreny ancestral del Parc Nacional de Rapa Nui, que pertanyien a Erity i Inés Teave, en presència del governador i membres de la Comissió de Desenvolupament de l'illa de Pasqua (castellà: Comisión de Desarrollo de la Isla de Pascua, CODEIPA).
L'organització va ser creada per onze persones que pretenen representar les famílies originàries del territori. Alguns dels membres de l'anomenat parlament actius el 2011 eren Mario Tuki Hey, Erity Teave (la vicepresidenta) i Leviante Araki (president de l'entitat).
Alguns dels objectius principals d'aquesta organització, que es basen en el text original del tractat d'annexió del 1888, són la recuperació de les seves terres ancestrals en forma de sobirania nacional, l'expulsió d'entitats governamentals xilenes com la Corporació de Foment de la Producció (Corfo) i d'entitats privades com la Corporació Nacional Forestal de Xile (Conaf), i la regulació de la immigració a l'illa.

### Activitat
El 2008, el grup va adreçar al Govern de Xile una carta en la qual denunciava les tensions sociopolítiques entre l'Estat i la població de l'illa, afirmaven que havien esgotat la via del diàleg i els acords per a la resolució del conflicte i feien comptes de l'opressió històrica viscuda pel poble rapanui, recalcant que Atamu Takena no havia lliurat la sobirania de l'illa en el tractat. El mateix any, van presentar un projecte d'autodeterminació del qual el Govern va endarrerir la revisió i pel qual va voler reduir el poder de les institucions locals, amb la qual cosa el parlament va demanar a Xile d'abandonar el territori insular per a poder esdevenir un país independent en una carta adreçada a Michelle Bachelet, la llavors presidenta de la República de Xile, i enviada amb còpia a Gabriel Teri'i Tahi, president de la Pacific Islands Association of Non-governmental Organisations.
El 2015, després de la dimissió del governador regional Pedro Edmunds Paoa per causa del conflicte de l'illa amb l'Estat de Xile, el president del parlament Leviante Araki va enviar una carta al mandatari xilè Raúl Celis i al Fòrum del Pacífic per a fer efectiva la independència del territori i la incorporació plena al continent oceànic. Aquell mateix any, a l'agost, l'entitat va impulsar l'ocupació del Parc Nacional de Rapa Nui com a forma de protesta pel seu control centralista, tot i el compromís del Ministeri de l'Interior i Conaf d'atribuir-ne l'administració a un ens local. Davant d'aquests fets, l'Estat va reaccionar enviant-hi els Carabiners de Xile, que van detenir el mateix Araki i el seu company d'organització Mario Tuki. A més, el novembre, el parlament va establir relacions amb Bolívia per a aconseguir-ne el patrocini i poder declarar-se nacionalment autònoms. De fet, juntament amb el Consell de Caps de Clans, havien realitzat recerca amb experts per a proposar la descolonització de l'illa en forma de sol·licitud a la Comissió Interamericana de Drets Humans (i la hi van presentar) i a la Organització de les Nacions Unides, amb el patrocini d'algun país membre com ara Bolívia, Veneçuela o un estat europeu o oriental per a demanar la independència de Rapa Nui.
Al llarg del segle xxi, diversos membres del Consell d'Ancians de Rapa Nui (castellà: Consejo de Ancianos de Rapa Nui), l'única institució reconeguda oficialment per les autoritats estatals xilenes, s'han mostrat en desacord amb els postulats de l'organització i han assegurat que l'autodenominat «Parlament Rapa Nui» no és un organisme legítim ni representa la comunitat rapanui per la falta de maduresa dels seus membres.